# شیمازو هیسامیتسو
شیمازو هیسامیتسو (به ژاپنی: 島津 久光 Shimazu Hisamitsu); ۲ دسامبر ۱۸۱۷ – ۶ دسامبر ۱۸۸۷) سامورایی برادر کوچکتر شیمازو ناری‌آکیرا (رهبر خاندان شیمازو) اهل ژاپن بود. وی از جانب پسرش شیمازو تادایوشی دوازدهمین و آخرین دایمیو در قلمروی ساتسوما امور را انجام می‌داد و قدرت در اصل در اختیار وی بود.